# UP M-10003, M-10005 und M-10006
| UP M-10003 bis M-10006 „City of Denver“ | UP M-10003 bis M-10006 „City of Denver“ | UP M-10003 bis M-10006 „City of Denver“ |
| --------------------------------------- | --- | --- |
|                                         | | |
| Nummerierung:                           | M-10005 A (Triebkopf) M-10005 B (Booster) 11700 (Technik/Gepäck) 12203 (Post/Gepäck) 11701 (Mannschaftswagen) 10407 (Großraumwagen) 10408 (Großraumwagen) 10303 (Speisewagen) Cache La Poudre (Schlafwagen) Squaw Bonnet (Schlafwagen) Silver Dollar (Schlafwagen) Ogalla (Schlafw./Lounge) | M-10006 A (Triebkopf) M-10006 B (Booster) 11702 (Technik/Gepäck) 12204 (Post/Gepäck) 11703 (Mannschaftswagen) 10409 (Großraumwagen) 10410 (Großraumwagen) 10304 (Speisewagen) Big Piney (Schlafwagen) Snowy Range (Schlafwagen) St. Vrains (Schlafwagen) Colores (Schlafw./Lounge) |
| Hersteller:                             | Pullman-Standard | |
| Baujahr:                                | 1936 | 1936 |
| Ausmusterung:                           | 1953 | 1953 |
| Achsformel:                             | Bo'Bo'+Bo'Bo' (Triebkopf und Booster) | Bo'Bo'+Bo'Bo' (Triebkopf und Booster) |
| Spurweite:                              | 1.435 mm | 1.435 mm |
| Gesamtlänge:                            | 263.347 mm (12-tlg. Zugverband) | 263.347 mm (12-tlg. Zugverband) |
| Länge:                                  | 40.080 mm (Triebkopf und Booster) 223.267 mm (10-tlg. Gelenkwagenzug) | 40.080 mm (Triebkopf und Booster) 223.267 mm (10-tlg. Gelenkwagenzug) |
| Höhe:                                   | 4.123 mm (Triebkopf) 3.861 mm (Gelenkwagen) | 4.123 mm (Triebkopf) 3.861 mm (Gelenkwagen) |
| Breite:                                 | 3.048 mm (Triebkopf) 3.058 mm (Gelenkwagen) | 3.048 mm (Triebkopf) 3.058 mm (Gelenkwagen) |
| Leermasse:                              | 567,2 t (12-tlg. Zugverband) | 567,2 t (12-tlg. Zugverband) |
| Dienstmasse:                            | 194,6 t (Triebkopf und Booster) 410,4 t (10-tlg. Gelenkwagenzug) | 194,7 t (Triebkopf und Booster) 408,0 t (10-tlg. Gelenkwagenzug) |
| Bremsen:                                | New York Air Brake | Westinghouse Air Brake |
| InstallierteLeistung:                   | 2 × 890 kW (1.200 PS) | 2 × 890 kW (1.200 PS) |
| Motorentyp:                             | Winton 201-A | Winton 201-A |
| Motorbauart:                            | V16-Zylinder-Diesel | V16-Zylinder-Diesel |
| Leistungsübertragung:                   | elektrisch | elektrisch |
| AnzahlFahrmotoren:                      | 8 | 8 |
| Sitzplätze:                             | 272 (182 Sitz-/Schlafwagenplätze, zzgl. 90 Lounge-/Speisewagenplätze) | 272 (182 Sitz-/Schlafwagenplätze, zzgl. 90 Lounge-/Speisewagenplätze) |
| Fußbodenhöhe:                           | 1.118 mm | 1.118 mm |
| Klassen:                                | 1. und 2. | 1. und 2. |

UP M-10003 bis M-10006 waren drei im Juni 1936 bei der Union Pacific Railroad (UP) in Dienst gestellte, stromlinienförmig gestaltete zweiteilige Triebfahrzeuge mit dieselelektrischem Antrieb zur Beförderung von zwei zwölfteiligen Schnelltriebwagen für den transkontinentalen Verkehr. M-10005 und M-10006 bildeten die Spitze des fünften und sechsten Stromlinienzugs der UP, während M-10003 als Reserveeinheit vorgesehen war.
Zusammen mit dem bereits im Mai 1936 ausgelieferten typengleichen M-10004-Triebkopf sollten die Grundzüge ihres futuristischen „Automotive-Designs“ wegweisend für die Formgebung der amerikanischen Einrichtungsdiesellokomotiven in den folgenden drei Jahrzehnten werden.

## Technische Beschreibung
Beim Wagendesign des M-10005 und M-10006 kamen von Pullman-Standard nach den Erfahrungen mit den vorherigen Triebzügen neuentwickelte selbsttragenden Wagenkästen mit rechteckigen statt trapezförmigem und mit einem deutlich größeren Querschnitt in genieteter Leichtbauweise aus Aluminium zur Anwendung, während die Triebköpfe aus Stahlblechen gefertigt wurden, deren Fahrzeugprofil anders als beim M-10004 wieder denen des Zugverbands entsprach.
Die Zugspitze der über 263 m langen Züge bestand jeweils aus einem Maschinenwagen und einem fest gekuppelten als „Booster“ bezeichneten zweiten Maschinenwagen. Wie beim M-10004 konnten die zweiteiligen Triebköpfe M-10003, M-10005 und M-10006 als autonome Antriebseinheit nicht nur formal als Lokomotive angesehen werden, sondern vermittelten mit ihrem neuartigen Design auch optisch das werbewirksame Bild einer kraftvollen modernen Lokomotive. Der markante langgestreckte Vorbau und der hochliegende zurückgesetzte Führerstand mit zwei breiten Panoramascheiben sollten auch die passive Sicherheit auf den zahlreichen Bahnübergängen, wo Zusammenstöße mit Straßenfahrzeugen nicht auszuschließen waren, deutlich erhöhen. Lediglich die überdimensionierten Lüftungsgitter am Bug der Triebköpfe erinnerten noch etwas an die Vorgänger M-10000, M-10001 und M-10002.
Wie der M-10004 verfügten M-10003, M-10005 und M-10006 über zwei gleich starke Maschinenanlagen, für die Electro Motive Company (EMC) jeweils zwei 1.200 PS (890 kW) starke V16-Zylinder Winton 201-A Dieselmotoren geliefert hatte. Bremskompressoren, Hauptgeneratoren, Steuertechnik sowie die in den jeweiligen acht Achsen der vier Drehgestelle angeordneten elektrischen Fahrmotoren stammten erneut von General Electric.
Die nachfolgenden, mit Klimaanlage versehenen zehn Wagen waren aufgrund ihres geänderten Profils deutlich geräumiger als alle bisherigen Stromlinienzüge und nicht mehr als eine vollständig fest miteinander verbundene gelenkige Zugeinheit konzipiert. Die ersten drei Wagen für Gepäck, Technik und Personal wie der Speisewagen mit 40 Plätzen in der Zugmitte hatten stattdessen klassisch angeordnete Drehgestelle an beiden Wagenenden. Lediglich die beiden Großraumwagen mit jeweils 50 Sitzen wie auch die vier Pullmann-Schlafwagen für insgesamt 70 Reisende waren jeweils über ein Jakobs-Drehgestell zu drei Wagenpaaren verbunden.
Im hinteren Schlafwagen war außerdem ein Lounge-Bereich mit 24 Plätzen, anders als bei allen vorausgegangenen UP-Stromlinienzügen erstmals mit Panoramascheiben für eine rückwärtige 180-Grad-Aussicht, angeordnet.

## Einsatz als „City of Denver“
In der 17-jährigen Einsatzgeschichte verkehrten die Maschinenwagen M-10003 bis M-10006 und die Wagen des fünften und sechsten UP-Stromlinienzugs ausschließlich im Fahrplan zwischen Chicago, Illinois und Denver, Colorado als „City of Denver“.
Als Konkurrenz zu den „Denver Zephyr“-Schnelltriebzügen der Burlington Route startete die Union Pacific in Kooperation mit der Chicago & North Western am 18. Juni 1936 als fünfte Stromlinienzugverbindung den „City of Denver“ auf der 1.688 km langen Strecke von Chicago nach Denver. Mit 118,9 km/h Durchschnittsgeschwindigkeit galt der „City of Denver“ um 1940 als der weltweit schnellste planmäßige Fernzug auf einer 1.000-Meilen-Distanz.
Im Mai 1939 erweiterten die nachträglich beschafften Schlafwagen Denargo und South Platte die Kapazitäten der beiden Züge um jeweils 20 weitere Plätze und wurden zwischen die beiden Schlafwagenpaare der beiden Züge eingereiht. In dieser Zusammenstellung bestand des Pullmann-Schlafwagenangebot aus 12 offenen und 8 geschlossene Sektionen sowie 20 Abteilen (davon 12 „Double“, 1 „Drawing-Room“, 3 „Compartment“ und 4 „Roomette“).
Den im April 1939 vom „City of Los Angeles“-Umlauf abgezogenen baugleichen zweiteiligen Triebkopf LA-4 A+B (ex M-10004 A+B) trennte die Union Pacific in zwei Teile und baute sie in die beiden Booster CD-06C und CD-05C um, die ab August bzw. September 1939 die umgezeichneten Antriebseinheiten CD-05 A+B (ex M-10005) und CD-06 A+B (ex M-10006) des „City of Denver“ verstärkten. Bis Dezember 1939 entstand dann in den Union Pacific-Werkstätten aus dem ausgemusterten M-10001-Triebkopf der Booster CD-07 C für die Reserveeinheit CD-07 A+B (ex M-10003).
Zwischen Januar und März 1953 schieden die Triebköpfe M-10003 bis M-10006 wie auch die Wagen des fünften und sechsten UP-Stromlinienzugs aus dem Dienst des „City of Denver“ und wurden noch im gleichen Jahr zerlegt.